# Reinhard Fabisch
Reinhard Fabisch (* 19. August 1950 in Schwerte; † 12. Juli 2008 in Münster) war ein deutscher Fußballspieler und Fußballtrainer.

## Leben
2000 heiratete Fabisch die simbabwische Rekordhalterin im 100-Meter-Hürdenlauf Chawada Kachidza. Ihr gemeinsamer Sohn Jonah Fabisch (* 2001) ist simbabwischer Fußballnationalspieler.
Im Juli 2008 erlag Fabisch einem Krebsleiden. Wie es heißt, gab seine Frau 2011 den Anstoß zur Errichtung eines Fußball-Internats für AIDS-Waisen.

## Karriere
Reinhard Fabisch, immer schon Fan der Borussia, wenngleich Franz Beckenbauer sein Idol war, gehörte von 1969 bis 1971 dem Profikader von Borussia Dortmund an, kam aber in Pflichtspielen nicht zum Einsatz. Später machte Fabisch die Fußball-Lehrer-Ausbildung.
1984 und 1985 bekleidete er Assistenztrainerfunktionen bei Tennis Borussia Berlin und der SG Union Solingen. Danach begann eine internationale Karriere, in der er vor allem Mannschaften in Afrika und im arabischen Bereich trainierte. Zudem war er auch Nationaltrainer von Nepal und Barbados sowie der U18-Auswahl von Malta. Des Weiteren hatte er 2003 bis 2004 die Funktion eines Technischen Direktors beim Guatemaltekischen Fußballverband.
Seine größten Erfolge sind das Erreichen des Finales der All-Africa Games von 1987, wo Kenia im Finale mit 0:1 nach Verlängerung gegen Ägypten verlor, und der Finaleinzug beim CECAFA-Cup 2001, einer Ost- und Mittelafrikanischen Meisterschaft, wo Kenia mit 1:2 gegen Äthiopien unterlag. Fabisch ist für 1987–1988 auch als Trainer des Fanja SC gelistet, der im selben Zeitraum die Meisterschaft von Oman gewann. Zuletzt gelang Fabisch die Qualifikation mit Benin für den Afrika-Cup 2008, die erst zweite Endrundenteilnahme des Landes. Fabisch selbst benannte als seinen größten Erfolg das Vordringen mit Simbabwe – das in jener Phase eine Serie von 12 Spielen ohne Niederlage hinlegte und wo weiland unter anderem der Torwart Bruce Grobbelaar spielte, der 1984 mit dem FC Liverpool den Europacup der Landesmeister gewann – in die zweite Runde der Qualifikation für die Weltmeisterschaft 1994. Damit verbunden war auch seine größte Enttäuschung: im letzten Spiel hätte ein Unentschieden für die sensationelle Qualifikation zur Endrunde in den USA gereicht, doch Simbabwe verlor mit 1:3 in Kamerun. Nach dem Spiel bewarf der enttäuschte Fabisch den gambischen Schiedsrichter Alhagi Faye mit einem Geldbündel und warf ihm so Bestechlichkeit vor. Dafür wurde er von der FIFA wegen grob unsportlichen Verhaltens für einer Jahr gesperrt. Fabisch betrachtete dies als seinen peinlichsten Moment.